# No Game No Life
Nō Gēmu Nō Raifu (яп. ノーゲーム・ノーライフ, Но: Ґе:му Но: Райфу, Без гри немає життя) — серія лайт-новел, написана і проілюстрована Ю Камією.

## Сюжет
Брат і сестра, Сора і Сіро, нерозлучні, як в реальному, так в ігровому світі. Їх індивідуальні навички в сукупності роблять їх ідеальною командою: Сора, з його добре розвиненою інтуїцією, і Сіро, з її чудовим інтелектом, рівень якого виходить за рамки можливого. У реальному світі вони NEET, але в ігровому світі вони відомі як 「 」 Кухаку (яп. 空白, букв. «Пробіл»), непереможна група онлайн-гравців. Їх називають «Порожні», оскільки імена облікових записів гравців завжди залишаються незаповненими. Одного разу, після перемоги над таємничим противником в онлайн-шахах, брат і сестра отримують пропозицію відродитися в іншому світі під назвою Disboard, де все вирішується за допомогою ігор. Погодившись, вони потрапляють в інший світ, де зустрічають бога цього світу - Тета, який і виявляється тим таємничим суперником. Разом Сора і Сіро починають свою подорож, допомагаючи слабкій людській расі Іманіті завоювати цей світ, щоб кинути виклик самому Тету і отримати звання Бога.